# L'amante inglese
L'amante inglese (Partir) è un film del 2009 diretto da Catherine Corsini, interpretato da Kristin Scott Thomas, Sergi López e Yvan Attal.
È costruito su una storia triangolare classica che mette in evidenza il personaggio femminile. López interpreta l'amante, uomo sospeso fra orgoglio e fragilità ed Attal riveste il ruolo del marito tradito, astioso e vendicativo. Il film non propone una morale di fondo, si limita a raccontare i risvolti psicologici di un amore che finisce con derive vendicative.

## Trama
Suzanne, borghese sulla quarantina, in chiara crisi di coppia, decide di riprendere a lavorare come chinesiterapista e, durante i lavori di ristrutturazione dell'ambiente adibito a studio, fa conoscenza con un muratore spagnolo, Ivan, ex detenuto, e dopo molti momenti passati insieme, i due scoprono di amarsi ed iniziano una relazione che lei confessa al marito Samuel. Suzanne giura di rinunciare a Ivan, ma non ci riesce a causa del profondo amore che prova per lui. Alla fine decide di abbandonare tutto, la bella villa, marito e figli e andare a vivere con l'amante. Questa decisione porta alla fine del rapporto con Samuel, che non prende bene la cosa, e con la figlia. Resiste invece qualche rapporto con il figlio.
Ben presto, la coppia si renderà conto di dover affrontare gravi problemi finanziari, alcuni dei quali causati da Samuel: quest'ultimo, infatti, proibisce a Suzanne di vedere i figli prima del divorzio definitivo e le blocca i soldi della carta di credito. Suzanne è perciò costretta a vendere il suo orologio in una stazione di gas e decide di rubare con Ivan i dipinti e oggetti di valore di Samuel, il quale però scopre la verità e fa denunciare Ivan. Suzanne ha uno scontro con Samuel, confessandogli di essere lei la responsabile del furto e che aveva preso solo ciò che era suo. Lei si offre di fare di tutto per mantenere Ivan fuori prigione, e il marito le dice che se lei torna a casa, farà rilasciare Ivan.  A questo punto, Suzanne sviene ed è costretta a tornare a casa dal marito, il quale fa rilasciare Ivan.
Una sera, Suzanne, dopo aver fatto malvolentieri l'amore con il marito, si dispera, e si alza dal letto, prende un fucile e uccide Samuel con un colpo mentre sta dormendo.
Dopodiché fugge da casa e torna da Ivan, sulle colline, nella casa diroccata che un tempo avevano sognato di ristrutturare, mentre da lontano si sentono le sirene della polizia.

## Riconoscimenti
- 2010 - Premio César
  - Nomination Miglior attrice protagonista a Kristin Scott Thomas
- 2011 - Evening Standard British Film Awards
  - Miglior attrice protagonista a Kristin Scott Thomas